# Buéa
Buéa – miasto w Kamerunie, stolica Regionu Południowo-Zachodniego. Liczy około 66,2 tys. mieszkańców.
Miasto leży na wysokości 1500 m n.p.m. na wschodnich zboczach masywu wulkanicznego Kamerun. Najważniejszą gałęzią gospodarki jest uprawa herbaty.
Niegdyś siedziba niemieckiej administracji kolonialnej. Obecnie mieści się tu uczelnia - University of Buea. W mieście powstały liczne firmy informatyczne, nazywane jest „Krzemową Górą”.
Z miejscowości tej pochodził kameruński przestępca, kontrowersyjny poeta i antyfaszysta roku 2003 Simon Mol.